# 월드 사이버 게임즈 2001
월드 사이버 게임즈 2001(World Cyber Games 2001)는 2001년 12월 5일부터 12월 9일까지 대한민국 서울에서 개최된 e스포츠 대회이다. 월드 사이버 게임즈의 첫 공식 대회이다.
스타크래프트: 브루드 워 종목에서 임요환이 우승을 하였고, 대한민국이 첫 종합 우승을 하였다. 전신인 WCGC 2000에서는 우승 제도가 없었지만 대한민국이 비공식 메달 집계에서 압도적인 1위를 한 바 있다.

## 게임 종목

### PC 게임
- 카운터-스트라이크: 하프 라이프
- 피파 2001
- 에이지 오브 엠파이어 II: 정복의 시대 확장팩
- 스타크래프트: 브루드 워
- 언리얼 토너먼트
- 퀘이크 III: 아레나

## 결과
| 종목 및 메달                                | Gold        | Silver     | Bronze       |
| 카운터-스트라이크: 하프 라이프              | [:LnD:]_ca  | [mTw]_de   | All-Stars_fl |
| 피파 2001                                   | Jaguar      | Champion   | ZW_cn        |
| 에이지 오브 엠파이어 II: 정복의 시대 확장팩 | IamKmkm_tw  | iamgrunt   | chun_yu_hk   |
| 스타크래프트: 브루드 워                     | gonia119_kr | elkyfr     | gorush_kr    |
| 언리얼 토너먼트                             | GitzZz      | XS_Pain_us | SLXC_XaN_kr  |
| 퀘이크 III: 아레나                          | Zero4_us    | Lexer_ru   | sk.stelam_de |